# Hallibail, Hangal
Hallibail là một làng thuộc tehsil Hangal, huyện Haveri, bang Karnataka, Ấn Độ.